# Harry Boldt
Harry Boldt   (Txerniakhovsk, 23 de febrer de 1930) és un genet alemany, ja retirat, especialista en doma clàssica, guanyador de quatre medalles olímpiques.
El 1964, sota bandera de la equip unificat alemany, va prendre part en els Jocs Olímpics d'Estiu de Tòquio, on va disputar dues proves del programa d'hípica. En la prova de doma per equips, amb el cavall Remus, guanyà la medalla d'or, mentre en la de doma individual, també muntant Remus, guanyà la de plata. Per aquests èxits va ser reconegut amb la Silbernes Lorbeerblatt. El 1976, als Jocs de Montreal, i sota bandera de la República Federal Alemanya, tornà a disputar dues proves proves del programa d'hípica. Muntant el cavall Woycek tornà a guanyar la medalla d'or en la prova de doma per equips i la de plata en la de doma individual.
En el seu palmarès també destaquen quatre medalles en el Campionat del Món de doma, dues d'or i dues de plata, entre el 1966 i el 1978. En el Campionat d'Europa de doma guanyà onze medalles, cinc d'or, quatre de plata i dues de bronze, entre el 1963 i el 1979. Es va retirar el 1980 després del boicot promogut pels Estats Units dels Jocs Olímpics de Moscou. Del 1981 al 1996 va ser l'entrenador de l'equip de doma clàssica de l'Alemanya Occidental. Posteriorment va emigrar a Austràlia. El 1989 la Federació Alemanya d'Equitació li va atorgar el títol de Mestre d'Equitació.